# Philippe de Sidè
Philippe de Sidè est un homme d'Église et un historien grec de la première moitié du Ve siècle.

## Biographie
Philippe, dont le surnom indique qu'il était originaire de Sidé en Pamphylie, apparaît à Constantinople dans le proche entourage de Jean Chrysostome qui l'ordonna diacre. Une lettre de Jean Chrysostome semble même montrer que le patriarche le tenait en amitié. Il brigua trois fois de suite le siège épiscopal de Constantinople, contre Sisinnius Ier en 426, contre Nestorius en 428 et contre Maximien en 431. Bien qu'il eût des partisans, il échoua à chaque tentative et mourut simple prêtre. Nestorius lui aurait interdit de prêcher.

## Œuvre
D'après Socrate le Scolastique, il a entrepris une réfutation des traités de l'empereur Julien contre les chrétiens (un ouvrage dont on ne connaît rien) et surtout une vaste Histoire chrétienne (χριστιανικὴ ἱστορία) en 36 livres qui allait de la création du monde jusqu'à son époque.
Socrate lui reproche des digressions fastidieuses « pour montrer qu'il était versé en toutes sortes de disciplines philosophiques », son style ornementé et ses confusions historiques. Photius, qui ne connaissait plus que 24 livres sur 36, est encore plus dur : « Il est verbeux et il manque de distinction et de grâce, il est même ennuyeux […] Il est plus pédant qu'instructif. Il insère à qui mieux dans son récit des détails qui n'ont aucun rapport avec lui, si bien que son ouvrage est moins un récit qu'un amalgame de données hétéroclites[…], sa profusion est un défi au bon goût ». Il y a même trouvé la place pour régler ses comptes avec son rival Sisinnius. Socrate trouve que ce qu'il en dit n'est pas répétable.
Ces jugements qui paraissent avoir été partagés, joints aux proportions hors normes de l'ouvrage, expliquent peut-être sa disparition quasi complète.
Il n'en reste que quelques traces dans un manuscrit unique et sans grande autorité, le Codex Baroccianus (en) gr.142 d'Oxford, qui contient une collection d'extraits divers formant un épitomé d'histoire ecclésiastique qui remonte sans doute au VIIe siècle. Philippe s'y trouve nommé à propos de deux extraits (ou plutôt de deux abrégés d'extraits), l'un concernant l'École théologique d'Alexandrie (école catéchétique d'Alexandrie, Didaskaleion d'Alexandrie), l'autre Papias d'Hiérapolis. Le premier a été imprimé dès 1689 par Dodwell à la suite de ses Dissertationes in Irenaeum... La valeur des renseignements qu'on peut en tirer est médiocre (voir École théologique d'Alexandrie et Athénagoras d'Athènes). Le second est largement dépendant d'Eusèbe de Césarée, mais rapporte aussi la tradition du meurtre de saint Jean et de son frère Jacques par les Juifs.
Deux manuscrits au moins (le Bodleianus Miscell. gr. 120 et le Parisinus suppl. gr. 685) donnent un court fragment sur Adam et Ève tiré de cette Histoire chrétienne.
Philippe est mêlé à la discussion d'un texte assez mystérieux contenu dans un manuscrit de Vienne et intitulé  De Christi Nativitate et de Magis, que les érudits allemands qui en ont débattu citent plus volontiers sous le nom de Religionsgespräch am Hof der Sassaniden. Il s'agit d'une dispute qui aurait eu lieu entre chrétiens et Persans à la cour d'un roi sassanide ; Philippe y aurait personnellement assisté et un oracle sur l'étoile des Mages serait de sa plume.
Werner Portmann juge que Philippe avait beaucoup d'ambitions à la fois comme homme d'église et comme écrivain, et qu'il n'a pas plus réussi dans une carrière que dans l'autre.